# SV Zulte Waregem in het seizoen 2019/20
Hieronder vindt men de statistieken, de wedstrijden en de transfers van SV Zulte Waregem in het seizoen 2019/2020.

## Spelerskern
| Keepers       |                   |                            |            |    |   |   |   |    |    |      |            |                        |     |
| 1             | Sammy Bossut      | Vlag van België            | 11-08-1985 | 23 | 0 | 3 | 0 | 26 | 0  | 2006 | 2021       | SW Harelbeke           | DM  |
| 25            | Louis Bostyn      | Vlag van België            | 04-10-1993 | 0  | 0 | 0 | 0 | 0  | 0  | 2014 | 2021       | KSV Roeselare          | DM  |
| 44            | Eike Bansen       | Vlag van Duitsland         | 21-02-1998 | 6  | 0 | 2 | 0 | 8  | 0  | 2018 | 2021       | Borussia Dortmund      | DM  |
| Verdedigers   |                   |                            |            |    |   |   |   |    |    |      |            |                        |     |
| 2             | Davy De fauw      | Vlag van België            | 08-07-1981 | 29 | 6 | 0 | 0 | 29 | 6  | 2016 | 2020       | Club Brugge            | RB  |
| 3             | Marvin Baudry     | Vlag van Congo-Brazzaville | 26-01-1990 | 7  | 0 | 0 | 0 | 7  | 0  | 2015 | 2020       | Amiens SC              | CV  |
| 4             | Gideon Mensah     | Vlag van Ghana             | 18-07-1998 | 19 | 0 | 4 | 0 | 23 | 0  | 2019 | 2020       | Red Bull Salzburg      | LB  |
| 12            | George Timotheou  | Vlag van Australië         | 29-07-1997 | 1  | 0 | 0 | 0 | 1  | 0  | 2019 | 2021       | Schalke 04             | CV  |
| 14            | Sandy Walsh       | Vlag van Nederland         | 14-05-1995 | 9  | 0 | 4 | 0 | 13 | 0  | 2017 | 2020       | KRC Genk               | RB  |
| 18            | Erdin Demir       | Vlag van Zweden            | 27-03-1990 | 0  | 0 | 0 | 0 | 0  | 0  | 2018 | 2021       | Waasland-Beveren       | LB  |
| 23            | Marco Bürki       | Vlag van Duitsland         | 10-07-1993 | 16 | 0 | 2 | 0 | 18 | 0  | 2018 | 2021       | BSC Young Boys         | CV  |
| 33            | Cameron Humphreys | Vlag van Engeland          | 22-08-1998 | 3  | 0 | 0 | 0 | 3  | 0  | 2019 | 2022       | Manchester City        | CV  |
| 43            | Nikos Kainourgios | Vlag van Griekenland       | 08-09-1998 | 3  | 0 | 0 | 0 | 3  | 0  | 2019 | 2020       | Sparta FC              | LB  |
| 45            | Olivier Deschacht | Vlag van België            | 16-02-1981 | 24 | 0 | 3 | 0 | 27 | 0  | 2019 | 2021       | Sporting Lokeren       | LCV |
| 62            | Ewoud Pletinckx   | Vlag van België            | 10-10-2000 | 22 | 0 | 4 | 0 | 26 | 0  | 2019 | 2023       | eigen jeugd            | CV  |
| 52            | Hotman El Kababri | Vlag van België            | 24-01-2000 | 1  | 0 | 0 | 0 | 1  | 0  | 2020 | 2021       | RSC Anderlecht         | RB  |
| Middenvelders |                   |                            |            |    |   |   |   |    |    |      |            |                        |     |
| 5             | Damien Marcq      | Vlag van Frankrijk         | 08-12-1988 | 16 | 1 | 4 | 0 | 20 | 1  | 2018 | 2021       | AA Gent                | CVM |
| 6             | Abdoulaye Sissako | Vlag van Frankrijk         | 26-05-1998 | 20 | 0 | 3 | 0 | 23 | 1  | 2019 | 2022       | LB Châteauroux         | CVM |
| 7             | Luka Zarandia     | Vlag van Georgië           | 17-02-1996 | 14 | 0 | 0 | 0 | 14 | 0  | 2019 | 2022       | Arka Gdynia            | RAM |
| 10            | Omar Govea        | Vlag van Mexico            | 18-01-1996 | 21 | 2 | 3 | 3 | 24 | 5  | 2019 | 2022       | FC Porto               | CM  |
| 11            | Bassem Srarfi     | Vlag van Tunesië           | 25-06-1997 | 4  | 0 | 0 | 0 | 4  | 0  | 2020 | 2023       | OGC Nice               | LAM |
| 20            | Henrik Bjørdal    | Vlag van Noorwegen         | 04-02-1997 | 20 | 2 | 3 | 0 | 23 | 2  | 2018 | 2021       | Brighton & Hove Albion | CAM |
| 21            | Ibrahima Seck     | Vlag van Senegal           | 10-08-1989 | 21 | 2 | 5 | 0 | 26 | 2  | 2019 | 2020       | KRC Genk               | CVM |
| 29            | Mathieu De Smet   | Vlag van België            | 27-04-2000 | 3  | 0 | 2 | 0 | 5  | 0  | 2019 | 2021       | eigen jeugd            | CAM |
| 67            | Jannes Van Hecke  | Vlag van België            | 15-01-2002 | 2  | 0 | 0 | 0 | 2  | 0  | 2019 | 2020       | eigen jeugd            | CM  |
| Aanvallers    |                   |                            |            |    |   |   |   |    |    |      |            |                        |     |
| 9             | Cyle Larin        | Vlag van Canada            | 17-04-1995 | 29 | 7 | 4 | 2 | 33 | 9  | 2019 | 2020(huur) | Beşiktaş JK            | SP  |
| 17            | Jean-Luc Dompé    | Vlag van Frankrijk         | 12-08-1995 | 1  | 1 | 0 | 0 | 1  | 1  | 2020 | 2023       | AA Gent                | RV  |
|               | Mikael Soisalo    | Vlag van Finland           | 24-04-1998 | 2  | 0 | 0 | 0 | 2  | 0  | 2018 | 2021       | Middlesbrough FC       | RV  |
| 19            | Gianni Bruno      | Vlag van België            | 19-08-1991 | 27 | 9 | 5 | 3 | 32 | 11 | 2019 | 2022       | Cercle Brugge          | SP  |
| 22            | Jelle Vossen      | Vlag van België            | 22-03-1989 | 6  | 2 | 0 | 0 | 6  | 2  | 2020 | 2023       | Club Brugge            | SP  |
| 27            | Dimitri Oberlin   | Vlag van Zwitserland       | 27-09-1997 | 18 | 2 | 4 | 1 | 22 | 3  | 2019 | 2020(huur) | FC Basel               | SP  |
| 38            | Saido Berahino    | Vlag van Burundi           | 04-08-1993 | 18 | 6 | 4 | 2 | 22 | 8  | 2019 | 2021       | Stoke City             | LV  |
|               | Gabriel Canela    | Vlag van Brazilië          | 20-01-2000 | 0  | 0 | 0 | 0 | 0  | 0  | 2020 | 2021       | Nova Iguaçu FC         | SP  |

## Technische staf
| Functie                  | Naam                  | Nationaliteit |
| ------------------------ | --------------------- | ------------- |
| Hoofdtrainer T1          | Francky Dury          | België        |
| Assistent-trainer T2     | Eddy Van Den Berge    | België        |
| Assistent-trainer T3     | Ronny Verriest        | België        |
| Keeperstrainer           | Gianny De Vos         | België        |
| Physical coach           | Bram De Winne         | België        |
| Assistent-physical coach | Jarno De Vleeschauwer | België        |
| Verzorger                | Roger Putman          | België        |

## Transfers

### Zomer

#### Inkomend
| Naam              | Nationaliteit | Van              |
| ----------------- | ------------- | ---------------- |
| Ibrahima Seck     | Senegal       | KRC Genk         |
| Cameron Humphreys | Engeland      | Manchester City  |
| Luka Zarandia     | Georgië       | Arka Gdynia      |
| George Timotheou  | Australië     | Schalke 04       |
| Omar Govea        | Mexico        | FC Porto         |
| Nikos Kainourgios | Griekenland   | Sparta FC        |
| Gianni Bruno      | België        | Cercle Brugge    |
| Olivier Deschacht | België        | Sporting Lokeren |
| Saido Berahino    | Burundi       | Stoke City       |
| Abdoulaye Sissako | Frankrijk     | LB Châteauroux   |

#### Geleend
| Naam            | Nationaliteit | Van               |
| --------------- | ------------- | ----------------- |
| Dimitri Oberlin | Zwitserland   | FC Basel          |
| Cyle Larin      | Canada        | Beşiktaş JK       |
| Gideon Mensah   | Ghana         | Red Bull Salzburg |

#### Uitgaand
| Naam                              | Nationaliteit | Naar               |
| --------------------------------- | ------------- | ------------------ |
| Thomas Buffel                     | België        | einde carrière     |
| Gertjan De Mets                   | België        | einde carrière     |
| Kingsley Madu (einde contract)    | Nigeria       | Odense BK          |
| Bryan Verboom (einde contract)    | België        | RWDM               |
| Chris Bedia (terug uit leen)      | Ivoorkust     | Sporting Charleroi |
| Hicham Faik                       | Nederland     | sc Heerenveen      |
| Theo Bongonda                     | België        | KRC Genk           |
| Hamdi Harbaoui                    | Tunesië       | Al-Arabi           |
| Florian Tardieu                   | Frankrijk     | Troyes AC          |
| Nill De Pauw                      | België        | Çaykur Rizespor    |
| Michael Heylen                    | België        | FC Emmen           |
| Ben Reichert (contract ontbonden) | Israël        |                    |
| Aliko Bala (contract ontbonden)   | Nigeria       |                    |

#### Uitgeleend
| Naam          | Nationaliteit | Naar           |
| ------------- | ------------- | -------------- |
| Robert Mühren | Nederland     | SC Cambuur     |
| Idrissa Sylla | Guinee        | KV Oostende    |
| Urho Nissilä  | Finland       | MVV Maastricht |

### Winter

#### Inkomend
| Naam           | Nationaliteit | Van         |
| -------------- | ------------- | ----------- |
| Bassem Srarfi  | Tunesië       | OGC Nice    |
| Jelle Vossen   | België        | Club Brugge |
| Jean-Luc Dompé | Frankrijk     | AA Gent     |

#### Geleend
| Naam              | Nationaliteit | Van               |
| ----------------- | ------------- | ----------------- |
| Hotman El Kababri | België        | Borussia Dortmund |
| Gabriel Canela    | Brazilië      | Nova Iguaçu FC    |

#### Uitgeleend
| Naam              | Nationaliteit | Naar           |
| ----------------- | ------------- | -------------- |
| George Timotheou  | Australië     | Western United |
| Cameron Humphreys | Engeland      | SBV Excelsior  |
| Mathieu De Smet   | België        | KMSK Deinze    |
| Luka Zarandia     | Georgië       | Tobol Qostanay |

## Wedstrijden

### Competitie
| Jupiler Pro League                                                                                       |                                                                                    |                                           |                                        | |                                                    |
| Wedstrijddetails                                                                                         | Thuisploeg                                                                         | Uitslag                                   | Uitploeg                               | Opstelling | Kaarten                                            |
| Heenronde                                                                                                |                                                                                    |                                           |                                        | |                                                    |
| 27 juli 2019 20:00 Regenboogstadion Waregem Ref.: Jonathan Lardot Toeschouwers: 5.503                    | Zulte Waregem                                                                      | 0 – 2                                     | KV Mechelen                            | Bansen Walsh, De fauw , Deschacht, Kainourgios (61' Humphreys) Bjørdal (68' Soisalo), Govea, Seck Bruno, Larin, Zarandia (78' De Smet) | 38' Zarandia 59' Bjørdal 90' Soisalo               |
| 27 juli 2019 20:00 Regenboogstadion Waregem Ref.: Jonathan Lardot Toeschouwers: 5.503                    |                                                                                    | 0 – 1 0 – 2                               | 20' Storm 56' Engvall                  | Bansen Walsh, De fauw , Deschacht, Kainourgios (61' Humphreys) Bjørdal (68' Soisalo), Govea, Seck Bruno, Larin, Zarandia (78' De Smet) | 38' Zarandia 59' Bjørdal 90' Soisalo               |
| 3 augustus 2019 18:00 Maurice Dufrasnestadion Luik Ref.: Nathan Verboomen Toeschouwers: 19.283           | Standard Luik                                                                      | 4 – 0                                     | Zulte Waregem                          | Bansen De fauw , Pletinckx, Deschacht, Bürki Bjørdal (46' Soisalo), Govea, Walsh (46' Marcq) Bruno, Larin, Zarandia (52' Timotheu)     | 44' Bjørdal 47' Deschacht 72' Bruno                |
| 3 augustus 2019 18:00 Maurice Dufrasnestadion Luik Ref.: Nathan Verboomen Toeschouwers: 19.283           | Walsh 2' (e.d.) Lestienne 45+1' Emond 69' Emond 75'                                | 1 – 0 2 – 0 3 – 0 4 – 0                   |                                        | Bansen De fauw , Pletinckx, Deschacht, Bürki Bjørdal (46' Soisalo), Govea, Walsh (46' Marcq) Bruno, Larin, Zarandia (52' Timotheu)     | 44' Bjørdal 47' Deschacht 72' Bruno                |
| 10 augustus 2019 20:30 Luminus Arena Genk Ref.: Lothar D'hondt Toeschouwers: 19.711                      | Racing Genk                                                                        | 0 – 2                                     | Zulte Waregem                          | Bossut De fauw , Bürki, Deschacht, Humphreys Bjørdal, Govea, Seck Berahino, Larin, Zarandia                                            | 56' Bjørdal 65' Bürki                              |
| 10 augustus 2019 20:30 Luminus Arena Genk Ref.: Lothar D'hondt Toeschouwers: 19.711                      |                                                                                    | 0 – 1 0 – 2                               | 6' Bjørdal 78' Berahino                | Bossut De fauw , Bürki, Deschacht, Humphreys Bjørdal, Govea, Seck Berahino, Larin, Zarandia                                            | 56' Bjørdal 65' Bürki                              |
| 19 augustus 2019 20:30 Regenboogstadion Waregem Ref.: Alexandre Boucaut Toeschouwers: 6.058              | Zulte Waregem                                                                      | 3 – 1                                     | Sporting Charleroi                     | Bossut De fauw , Pletinckx, Deschacht, Bürki Bjørdal, Govea (86' Marcq), Seck Berahino, Larin (90+2' Bruno), Zarandia (73' Oberlin)    | 61' Larin 82' Govea                                |
| 19 augustus 2019 20:30 Regenboogstadion Waregem Ref.: Alexandre Boucaut Toeschouwers: 6.058              | De fauw 31' (pen.) Berahino 48' Oberlin 90'                                        | 1 – 0 2 – 0 2 – 1 3 – 1                   | 65' Morioka                            | Bossut De fauw , Pletinckx, Deschacht, Bürki Bjørdal, Govea (86' Marcq), Seck Berahino, Larin (90+2' Bruno), Zarandia (73' Oberlin)    | 61' Larin 82' Govea                                |
| 24 augustus 2019 20:30 Stayen Sint-Truiden Ref.: Nathan Verboomen Toeschouwers: 4.789                    | STVV                                                                               | 0 – 0                                     | Zulte Waregem                          | Bossut De fauw , Pletinckx, Deschacht, Bürki Bjørdal (46' Oberlin), Govea (77' Marcq), Seck Berahino, Larin, Zarandia (77' Bruno)      | 84' Larin                                          |
| 24 augustus 2019 20:30 Stayen Sint-Truiden Ref.: Nathan Verboomen Toeschouwers: 4.789                    |                                                                                    |                                           |                                        | Bossut De fauw , Pletinckx, Deschacht, Bürki Bjørdal (46' Oberlin), Govea (77' Marcq), Seck Berahino, Larin, Zarandia (77' Bruno)      | 84' Larin                                          |
| 1 september 2019 20:00 Regenboogstadion Waregem Ref.: Jan Boterberg Toeschouwers: 6.209                  | Zulte Waregem                                                                      | 2 – 0                                     | Antwerp                                | Bossut De fauw , Pletinckx, Deschacht, Bürki Berahino, Seck, Govea (90+1' Sissako) Oberlin (80' Bjørdal), Larin, Zarandia (75' Bruno)  |                                                    |
| 1 september 2019 20:00 Regenboogstadion Waregem Ref.: Jan Boterberg Toeschouwers: 6.209                  | Berahino 35' De fauw 44' (pen.)                                                    | 1 – 0 2 – 0                               |                                        | Bossut De fauw , Pletinckx, Deschacht, Bürki Berahino, Seck, Govea (90+1' Sissako) Oberlin (80' Bjørdal), Larin, Zarandia (75' Bruno)  |                                                    |
| 14 september 2019 20:00 Kehrwegstadion Eupen Ref.: Alexandre Boucaut Toeschouwers: 2.438                 | KAS Eupen                                                                          | 1 – 1                                     | Zulte Waregem                          | Bossut De fauw , Pletinckx, Deschacht, Bürki Berahino, Seck, Govea (46' Sissako) Oberlin (46' Bruno), Larin, Zarandia (46' Humphreys)  | 20' Zarandia 43' Pletinckx 45+2' Deschacht         |
| 14 september 2019 20:00 Kehrwegstadion Eupen Ref.: Alexandre Boucaut Toeschouwers: 2.438                 | Bautista 63'                                                                       | 0 – 1 1 – 1                               | 45+4' Larin                            | Bossut De fauw , Pletinckx, Deschacht, Bürki Berahino, Seck, Govea (46' Sissako) Oberlin (46' Bruno), Larin, Zarandia (46' Humphreys)  | 20' Zarandia 43' Pletinckx 45+2' Deschacht         |
| 22 september 2019 20:00 Regenboogstadion Waregem Ref.: Wim Smet Toeschouwers: 7.156                      | Zulte Waregem                                                                      | 2 – 2                                     | AA Gent                                | Bossut De fauw , Pletinckx, Deschacht, Bürki Berahino (90+2' Bjørdal), Seck, Sissako Bruno, Larin, Zarandia (70' Oberlin)              | 90+2' Bürki                                        |
| 22 september 2019 20:00 Regenboogstadion Waregem Ref.: Wim Smet Toeschouwers: 7.156                      | Seck 12' Larin 69'                                                                 | 1 – 0 1 – 1 2 – 1 2 – 2                   | 34' (pen.) Jaremtsjoek 76' Jaremtsjoek | Bossut De fauw , Pletinckx, Deschacht, Bürki Berahino (90+2' Bjørdal), Seck, Sissako Bruno, Larin, Zarandia (70' Oberlin)              | 90+2' Bürki                                        |
| 28 september 2019 20:00 Le Canonnier Moeskroen Ref.: Christof Dierick Toeschouwers: 3.622                | Excel Moeskroen                                                                    | 2 – 2                                     | Zulte Waregem                          | Bossut De fauw (89' Oberlin), Pletinckx, Deschacht, Mensah Govea (59' Sissako), Berahino, Seck Bruno, Larin, Zarandia (59' Bjørdal)    | 55' Berahino                                       |
| 28 september 2019 20:00 Le Canonnier Moeskroen Ref.: Christof Dierick Toeschouwers: 3.622                | García 3' García 50'                                                               | 1 – 0 2 – 0 2 – 1 2 – 2                   | 66' Bruno 90' Oberlin                  | Bossut De fauw (89' Oberlin), Pletinckx, Deschacht, Mensah Govea (59' Sissako), Berahino, Seck Bruno, Larin, Zarandia (59' Bjørdal)    | 55' Berahino                                       |
| 5 oktober 2019 20:00 Regenboogstadion Waregem Ref.: Bert Put Toeschouwers: 5.906                         | Zulte Waregem                                                                      | 6 – 0                                     | Cercle Brugge                          | Bossut De fauw , Pletinckx, Deschacht, Mensah Bjørdal (65' Zarandia), Sissako (58' Govea), Seck Bruno (78' Oberlin), Larin, Berahino   | 9' Bruno                                           |
| 5 oktober 2019 20:00 Regenboogstadion Waregem Ref.: Bert Put Toeschouwers: 5.906                         | Larin 13' Bruno 24' Bruno 73' Taravel 75' (e.d.) Berahino 85' Larin 90+1'          | 1 – 0 2 – 0 3 – 0 4 – 0 5 – 0 6 – 0       |                                        | Bossut De fauw , Pletinckx, Deschacht, Mensah Bjørdal (65' Zarandia), Sissako (58' Govea), Seck Bruno (78' Oberlin), Larin, Berahino   | 9' Bruno                                           |
| 19 oktober 2019 20:00 Guldensporenstadion Kortrijk Ref.: Lawrence Visser Toeschouwers: 7.784             | KV Kortrijk                                                                        | 2 – 0                                     | Zulte Waregem                          | Bossut De fauw , Pletinckx (79' Oberlin), Deschacht, Mensah Bjørdal (46' Baudry), Sissako, Seck Bruno, Larin, Berahino                 | 13' Mensah 34' Berahino 38' Berahino 67' Deschacht |
| 19 oktober 2019 20:00 Guldensporenstadion Kortrijk Ref.: Lawrence Visser Toeschouwers: 7.784             | Mboyo 14' (pen.) Van der Bruggen 53'                                               | 1 – 0 2 – 0                               |                                        | Bossut De fauw , Pletinckx (79' Oberlin), Deschacht, Mensah Bjørdal (46' Baudry), Sissako, Seck Bruno, Larin, Berahino                 | 13' Mensah 34' Berahino 38' Berahino 67' Deschacht |
| 26 oktober 2019 20:00 Regenboogstadion Waregem Ref.: Wesli De Cremer Toeschouwers: 6.260                 | Zulte Waregem                                                                      | 2 – 0                                     | KV Oostende                            | Bossut De fauw, Baudry (13' Pletinckx), Deschacht, Mensah Sissako, Govea, Seck Bruno (89' Bjørdal), Larin, Zarandia (61' Oberlin)      |                                                    |
| 26 oktober 2019 20:00 Regenboogstadion Waregem Ref.: Wesli De Cremer Toeschouwers: 6.260                 | Seck 80' Bruno 87'                                                                 | 1 – 0 2 – 0                               |                                        | Bossut De fauw, Baudry (13' Pletinckx), Deschacht, Mensah Sissako, Govea, Seck Bruno (89' Bjørdal), Larin, Zarandia (61' Oberlin)      |                                                    |
| 30 oktober 2019 20:30 Regenboogstadion Waregem Ref.: Erik Lambrechts Toeschouwers: 10.265                | Zulte Waregem                                                                      | 0 – 2                                     | Club Brugge                            | Bossut De fauw , Pletinckx, Deschacht, Mensah Sissako (88' Bürki), Govea (76' Bjørdal), Seck Oberlin (46' Zarandia), Larin, Bruno      | 25' Seck                                           |
| 30 oktober 2019 20:30 Regenboogstadion Waregem Ref.: Erik Lambrechts Toeschouwers: 10.265                |                                                                                    | 0 – 1 0 – 2                               | 23' Okereke 90+3' Diagne               | Bossut De fauw , Pletinckx, Deschacht, Mensah Sissako (88' Bürki), Govea (76' Bjørdal), Seck Oberlin (46' Zarandia), Larin, Bruno      | 25' Seck                                           |
| 2 november 2019 20:00 Freethielstadion Beveren Ref.: Wim Smet Toeschouwers: 2.572                        | Waasland-Beveren                                                                   | 1 – 2                                     | Zulte Waregem                          | Bossut De fauw , Pletinckx, Deschacht, Mensah Bjørdal (82' Oberlin), Sissako (65' Baudry), Seck Zarandia (74' Bürki), Larin, Bruno     | 17' Seck 19' Mensah                                |
| 2 november 2019 20:00 Freethielstadion Beveren Ref.: Wim Smet Toeschouwers: 2.572                        | Koita 79'                                                                          | 0 – 1 1 – 1 1 – 2                         | 38' Bjørdal 90+3' Larin                | Bossut De fauw , Pletinckx, Deschacht, Mensah Bjørdal (82' Oberlin), Sissako (65' Baudry), Seck Zarandia (74' Bürki), Larin, Bruno     | 17' Seck 19' Mensah                                |
| 8 november 2019 20:30 Regenboogstadion Waregem Ref.: Lawrence Visser Toeschouwers: 9.066                 | Zulte Waregem                                                                      | 1 – 2                                     | Anderlecht                             | Bossut De fauw , Pletinckx, Deschacht, Mensah Seck, Van Hecke (71' Zarandia), Sissako (46' Govea) Oberlin (46' Bjørdal), Larin, Bruno  | 83' Govea 88' Mensah                               |
| 8 november 2019 20:30 Regenboogstadion Waregem Ref.: Lawrence Visser Toeschouwers: 9.066                 | Larin 76'                                                                          | 0 – 1 1 – 1 1 – 2                         | 4' Chadli 82' Roofe                    | Bossut De fauw , Pletinckx, Deschacht, Mensah Seck, Van Hecke (71' Zarandia), Sissako (46' Govea) Oberlin (46' Bjørdal), Larin, Bruno  | 83' Govea 88' Mensah                               |
| Terugronde                                                                                               |                                                                                    |                                           |                                        | |                                                    |
| 23 november 2019 20:00 AFAS-stadion Achter de Kazerne Mechelen Ref.: Lothar D'hondt Toeschouwers: 15.922 | KV Mechelen                                                                        | 0 – 2                                     | Zulte Waregem                          | Bossut De fauw , Pletinckx, Deschacht, Mensah Marcq, Govea (90+3' Bürki), Seck Bjørdal, Larin, Bruno (80' Sissako)                     | 43' Seck 73' Mensah 83' Pletinckx                  |
| 23 november 2019 20:00 AFAS-stadion Achter de Kazerne Mechelen Ref.: Lothar D'hondt Toeschouwers: 15.922 |                                                                                    | 0 – 1 0 – 2                               | 44' Bruno 90+2' Larin                  | Bossut De fauw , Pletinckx, Deschacht, Mensah Marcq, Govea (90+3' Bürki), Seck Bjørdal, Larin, Bruno (80' Sissako)                     | 43' Seck 73' Mensah 83' Pletinckx                  |
| 30 november 2019 20:00 Regenboogstadion Waregem Ref.: Bert Put Toeschouwers: 4.834                       | Zulte Waregem                                                                      | 1 – 0                                     | KAS Eupen                              | Bossut De fauw , Pletinckx, Deschacht (45+3' Baudry (46' Bürki)), Mensah Marcq, Govea, Seck Bjørdal (89' Oberlin), Larin, Bruno        | 25' De fauw 54' Marcq                              |
| 30 november 2019 20:00 Regenboogstadion Waregem Ref.: Bert Put Toeschouwers: 4.834                       | Bruno 23'                                                                          | 1 – 0                                     |                                        | Bossut De fauw , Pletinckx, Deschacht (45+3' Baudry (46' Bürki)), Mensah Marcq, Govea, Seck Bjørdal (89' Oberlin), Larin, Bruno        | 25' De fauw 54' Marcq                              |
| 7 december 2019 20:00 Ghelamco Arena Gent Ref.: Jonathan Lardot Toeschouwers: 15.455                     | AA Gent                                                                            | 2 – 0                                     | Zulte Waregem                          | Bossut De fauw , Pletinckx, Bürki, Mensah Marcq, Bjørdal (46' Berahino), Seck Oberlin (46' Zarandia (77' De Smet)), Larin, Bruno       | 54' Marcq                                          |
| 7 december 2019 20:00 Ghelamco Arena Gent Ref.: Jonathan Lardot Toeschouwers: 15.455                     | Bezoes 2' Jaremtsjoek 28'                                                          | 1 – 0 2 – 0                               |                                        | Bossut De fauw , Pletinckx, Bürki, Mensah Marcq, Bjørdal (46' Berahino), Seck Oberlin (46' Zarandia (77' De Smet)), Larin, Bruno       | 54' Marcq                                          |
| 14 december 2019 20:00 Regenboogstadion Waregem Ref.: Jasper Vergoote Toeschouwers: 4.793                | Zulte Waregem                                                                      | 5 – 1                                     | STVV                                   | Bossut De fauw , Pletinckx, Bürki, Mensah Marcq, Govea, Seck (87' Sissako) Bruno, Larin (83' Oberlin), Berahino (77' Zarandia)         | 11' Pletinckx 65' Bürki                            |
| 14 december 2019 20:00 Regenboogstadion Waregem Ref.: Jasper Vergoote Toeschouwers: 4.793                | Berahino 7' Govea 44' Govea 49' De fauw 55' (pen.) Sissako 90+2'                   | 1 – 0 1 – 1 2 – 1 3 – 1 4 – 1 5 – 1       | 33' De Bruyn                           | Bossut De fauw , Pletinckx, Bürki, Mensah Marcq, Govea, Seck (87' Sissako) Bruno, Larin (83' Oberlin), Berahino (77' Zarandia)         | 11' Pletinckx 65' Bürki                            |
| 21 december 2019 20:00 Jan Breydelstadion Brugge Ref.: Wesley Alen Toeschouwers: 3.594                   | Cercle Brugge                                                                      | 2 – 0                                     | Zulte Waregem                          | Bossut De fauw , Pletinckx, Bürki, Mensah Marcq, Govea (46' Zarandia), Seck Bruno (46' Oberlin), Larin, Berahino                       | 70' Bürki 71' Seck                                 |
| 21 december 2019 20:00 Jan Breydelstadion Brugge Ref.: Wesley Alen Toeschouwers: 3.594                   | Foster 35' Gory 90+4'                                                              | 1 – 0 2 – 0                               |                                        | Bossut De fauw , Pletinckx, Bürki, Mensah Marcq, Govea (46' Zarandia), Seck Bruno (46' Oberlin), Larin, Berahino                       | 70' Bürki 71' Seck                                 |
| 26 december 2019 18:00 Jan Breydelstadion Brugge Ref.: Jonathan Lardot Toeschouwers: 22.994              | Club Brugge                                                                        | 4 – 0                                     | Zulte Waregem                          | Bossut De fauw , Baudry, Bürki, Mensah Sissako, Marcq, Govea, Seck (46' Bjørdal) Berahino, Larin                                       | 22' Sissako 32' Govea                              |
| 26 december 2019 18:00 Jan Breydelstadion Brugge Ref.: Jonathan Lardot Toeschouwers: 22.994              | Diatta 30' Okereke 61' Okereke 64' Vormer 90+2'                                    | 1 – 0 2 – 0 3 – 0 4 – 0                   |                                        | Bossut De fauw , Baudry, Bürki, Mensah Sissako, Marcq, Govea, Seck (46' Bjørdal) Berahino, Larin                                       | 22' Sissako 32' Govea                              |
| 19 januari 2020 20:00 Regenboogstadion Waregem Ref.: Alexandre Boucaut Toeschouwers: 6.506               | Zulte Waregem                                                                      | 0 – 3                                     | Racing Genk                            | Bossut De fauw , Pletinckx, Deschacht, Bürki Marcq (67' Zarandia), Govea, Seck Bruno, Larin (67' Bjørdal), Berahino                    |                                                    |
| 19 januari 2020 20:00 Regenboogstadion Waregem Ref.: Alexandre Boucaut Toeschouwers: 6.506               |                                                                                    | 0 – 1 0 – 2 0 – 3                         | 23' Thorstvedt 55' Ito 63' Bongonda    | Bossut De fauw , Pletinckx, Deschacht, Bürki Marcq (67' Zarandia), Govea, Seck Bruno, Larin (67' Bjørdal), Berahino                    |                                                    |
| 26 januari 2020 20:00 Bosuilstadion Antwerpen Ref.: Lothar D'hondt Toeschouwers: 10.619                  | Antwerp                                                                            | 2 – 1                                     | Zulte Waregem                          | Bossut De fauw , Baudry, Deschacht, Mensah (74' Walsh) Sissako, Marcq (85' De Smet), Berahino Bruno, Bjørdal, Oberlin (55' Larin)      | 42' Oberlin 47' Deschacht 62' Marcq 83' Bjørdal    |
| 26 januari 2020 20:00 Bosuilstadion Antwerpen Ref.: Lothar D'hondt Toeschouwers: 10.619                  | Buta 33' Mbokani 77' (pen.)                                                        | 0 – 1 1 – 1 2 – 1                         | 13' Bruno                              | Bossut De fauw , Baudry, Deschacht, Mensah (74' Walsh) Sissako, Marcq (85' De Smet), Berahino Bruno, Bjørdal, Oberlin (55' Larin)      | 42' Oberlin 47' Deschacht 62' Marcq 83' Bjørdal    |
| 2 februari 2020 20:00 Regenboogstadion Waregem Ref.: Wesli De Cremer Toeschouwers: 5.283                 | Zulte Waregem                                                                      | 5 – 0                                     | Waasland-Beveren                       | Bossut De fauw , Baudry (57' Walsh), Deschacht, Mensah Sissako, Marcq (70' Srarfi), Berahino (77' Dompé) Bruno, Vossen, Larin          | 90+2' Deschacht                                    |
| 2 februari 2020 20:00 Regenboogstadion Waregem Ref.: Wesli De Cremer Toeschouwers: 5.283                 | Berahino 16' De fauw 21' (pen.) Vossen 43' Vossen 65' Bruno 79' (pen.)             | 1 – 0 2 – 0 3 – 0 4 – 0 5 – 0             |                                        | Bossut De fauw , Baudry (57' Walsh), Deschacht, Mensah Sissako, Marcq (70' Srarfi), Berahino (77' Dompé) Bruno, Vossen, Larin          | 90+2' Deschacht                                    |
| 8 februari 2020 18:00 Stade du Pays de Charleroi Charleroi Ref.: Jasper Vergoote Toeschouwers: 8.356     | Sporting Charleroi                                                                 | 4 – 0                                     | Zulte Waregem                          | Bossut De fauw , Walsh, Deschacht, Mensah (73' Srarfi) Sissako, Marcq, Govea (59' Oberlin) Bruno, Vossen, Larin (59' Dompé)            | 37' Marcq 45+1' Vossen 45+4' De fauw 77' Marcq     |
| 8 februari 2020 18:00 Stade du Pays de Charleroi Charleroi Ref.: Jasper Vergoote Toeschouwers: 8.356     | Rezaei 45+3' Rezaei 69' Rezaei 78' Nicholson 90+1'                                 | 1 – 0 2 – 0 3 – 0 4 – 0                   |                                        | Bossut De fauw , Walsh, Deschacht, Mensah (73' Srarfi) Sissako, Marcq, Govea (59' Oberlin) Bruno, Vossen, Larin (59' Dompé)            | 37' Marcq 45+1' Vossen 45+4' De fauw 77' Marcq     |
| 16 februari 2020 20:00 Regenboogstadion Waregem Ref.: Kevin Van Damme Toeschouwers: 4.614                | Zulte Waregem                                                                      | 1 – 2                                     | Excel Moeskroen                        | Bansen De fauw , Walsh (82' Dompé), Deschacht, Mensah Sissako, Govea (76' Srarfi), Berahino Bruno, Vossen, Larin                       | 43' Deschacht 60' Mensah                           |
| 16 februari 2020 20:00 Regenboogstadion Waregem Ref.: Kevin Van Damme Toeschouwers: 4.614                | De fauw 57' (pen.)                                                                 | 0 – 1 0 – 2 1 – 2                         | 31' Osabutey 50' García                | Bansen De fauw , Walsh (82' Dompé), Deschacht, Mensah Sissako, Govea (76' Srarfi), Berahino Bruno, Vossen, Larin                       | 43' Deschacht 60' Mensah                           |
| 22 februari 2020 20:00 Versluys Arena Oostende Ref.: Frederik Geldhof Toeschouwers: 5.238                | KV Oostende                                                                        | 1 – 1                                     | Zulte Waregem                          | Bansen Walsh, De fauw , Baudry (90' Van Hecke), Kainourgios Sissako, Marcq, Dompé (77' Srarfi) Bruno, Vossen, Larin                    | 21' Sissako 67' Marcq 70' De fauw                  |
| 22 februari 2020 20:00 Versluys Arena Oostende Ref.: Frederik Geldhof Toeschouwers: 5.238                | Skúlason 24' (pen.)                                                                | 1 – 0 1 – 1                               | 33' Marcq                              | Bansen Walsh, De fauw , Baudry (90' Van Hecke), Kainourgios Sissako, Marcq, Dompé (77' Srarfi) Bruno, Vossen, Larin                    | 21' Sissako 67' Marcq 70' De fauw                  |
| 29 februari 2020 20:00 Regenboogstadion Waregem Ref.: Bram Van Driessche Toeschouwers: 7.878             | Zulte Waregem                                                                      | 2 – 2                                     | KV Kortrijk                            | Bansen Walsh, De fauw (77' Pletinckx), Deschacht, Mensah Marcq, Vossen, Sissako Bruno (88' Kainourgios), Larin, Berahino (72' Dompé)   | 11' Walsh 90+3' Mensah                             |
| 29 februari 2020 20:00 Regenboogstadion Waregem Ref.: Bram Van Driessche Toeschouwers: 7.878             | Bruno 29' De fauw 43' (pen.)                                                       | 1 – 0 2 – 0 2 – 1 2 – 2                   | 51' Moffi 90+4' Tuta                   | Bansen Walsh, De fauw (77' Pletinckx), Deschacht, Mensah Marcq, Vossen, Sissako Bruno (88' Kainourgios), Larin, Berahino (72' Dompé)   | 11' Walsh 90+3' Mensah                             |
| 7 maart 2020 20:00 Lotto Park Anderlecht Ref.: Nathan Verboomen Toeschouwers: 19.548                     | Anderlecht                                                                         | 7 – 0                                     | Zulte Waregem                          | Bansen De fauw (46' Walsh), Pletinckx, Deschacht, Mensah Marcq (71' Sissako), Vossen, Govea Bruno, Larin, Dompé                        | 22' De fauw 54' Deschacht                          |
| 7 maart 2020 20:00 Lotto Park Anderlecht Ref.: Nathan Verboomen Toeschouwers: 19.548                     | Pletinckx 6' (e.d.) Vlap 15' Doku 49' Vlap 65' (pen.) Doku 75' Vlap 83' Chadli 86' | 1 – 0 2 – 0 3 – 0 4 – 0 5 – 0 6 – 0 7 – 0 |                                        | Bansen De fauw (46' Walsh), Pletinckx, Deschacht, Mensah Marcq (71' Sissako), Vossen, Govea Bruno, Larin, Dompé                        | 22' De fauw 54' Deschacht                          |
| 2020(1) 18:00 Regenboogstadion Waregem Ref.: Bert Put Toeschouwers:                                      | Zulte Waregem                                                                      | Afgel.                                    | Standard Luik                          | |                                                    |
| 2020(1) 18:00 Regenboogstadion Waregem Ref.: Bert Put Toeschouwers:                                      |                                                                                    |                                           |                                        | |                                                    |

(1): Deze wedstrijd stond oorspronkelijk gepland op 15 maart, maar werd uitgesteld omwille van de uitbraak van het Coronavirus in België. Op 15 mei werd beslist dat het seizoen definitief wordt stopgezet.

#### Overzicht reguliere competitie
| Speeldag  | 1  | 2  | 3  | 4  | 5 | 6  | 7  | 8  | 9  | 10 | 11 | 12 | 13 | 14 | 15 | 16 | 17 | 18 | 19 | 20 | 21 | 22 | 23 | 24 | 25 | 26 | 27 | 28 | 29 |
| --------- | -- | -- | -- | -- | - | -- | -- | -- | -- | -- | -- | -- | -- | -- | -- | -- | -- | -- | -- | -- | -- | -- | -- | -- | -- | -- | -- | -- | -- |
| Resultaat | v  | v  | w  | w  | g | w  | g  | g  | g  | w  | v  | w  | v  | w  | v  | w  | w  | v  | w  | v  | v  | v  | v  | w  | v  | v  | g  | g  | v  |
| Punten    | 0  | 0  | 3  | 6  | 7 | 10 | 11 | 12 | 13 | 16 | 16 | 19 | 19 | 22 | 22 | 25 | 28 | 28 | 31 | 31 | 31 | 31 | 31 | 34 | 34 | 34 | 35 | 36 | 36 |
| Positie   | 15 | 14 | 11 | 10 |   | 8  | 8  | 8  | 8  | 7  | 7  | 8  | 8  | 5  | 7  | 7  | 6  | 6  | 6  | 6  | 7  | 8  | 8  | 7  | 7  | 8  | 9  | 9  | 9  |

#### Klassement reguliere competitie
| Pos | Team               | Wed | W  | G  | V  | Ptn | DV | DT | +/− |                                       |
| --- | ------------------ | --- | -- | -- | -- | --- | -- | -- | --- | ------------------------------------- |
| 1   | Club Brugge        | 29  | 21 | 7  | 1  | 70  | 58 | 14 | +44 | Kampioen, Groepsfase Champions League |
| 2   | KAA Gent           | 29  | 16 | 7  | 6  | 55  | 59 | 34 | +25 | Voorrondes Champions League           |
| 3   | Sporting Charleroi | 29  | 15 | 9  | 5  | 54  | 49 | 23 | +26 | Voorrondes Europa League              |
| 4   | Antwerp FC         | 29  | 15 | 8  | 6  | 53  | 49 | 32 | +17 | Groepsfase Europa League              |
| 5   | Standard Luik      | 29  | 14 | 7  | 8  | 49  | 47 | 32 | +15 | Voorrondes Europa League              |
| 6   | KV Mechelen        | 29  | 13 | 5  | 11 | 44  | 46 | 43 | +3  |                                       |
| 7   | KRC Genk           | 29  | 13 | 5  | 11 | 44  | 45 | 42 | +3  |                                       |
| 8   | RSC Anderlecht     | 29  | 11 | 10 | 8  | 43  | 45 | 29 | +16 |                                       |
| 9   | SV Zulte Waregem   | 29  | 10 | 6  | 13 | 36  | 41 | 49 | −8  |                                       |
| 10  | Excel Moeskroen    | 29  | 9  | 9  | 11 | 36  | 38 | 40 | −2  |                                       |
| 11  | KV Kortrijk        | 29  | 9  | 6  | 14 | 33  | 40 | 44 | −4  |                                       |
| 12  | STVV               | 29  | 9  | 6  | 14 | 33  | 33 | 50 | −17 |                                       |
| 13  | KAS Eupen          | 29  | 8  | 6  | 15 | 30  | 28 | 51 | −23 |                                       |
| 14  | Cercle Brugge      | 29  | 7  | 2  | 20 | 23  | 27 | 54 | −27 |                                       |
| 15  | KV Oostende        | 29  | 6  | 4  | 19 | 22  | 29 | 58 | −29 |                                       |
| 16  | Waasland-Beveren   | 29  | 5  | 5  | 19 | 20  | 21 | 60 | −39 |                                       |

## Beker van België
| Beker van België                                                                            |                                         |                                     |                               | |                                     |
| Wedstrijddetails                                                                            | Thuisploeg                              | Uitslag                             | Uitploeg                      | Opstelling | Kaarten                             |
| 1/16e finale                                                                                |                                         |                                     |                               | |                                     |
| 25 september 2019 20:00 Regenboogstadion Waregem Ref.: Jordy Vermeire Toeschouwers:         | Zulte Waregem                           | 4 – 2                               | KFC Duffel (2Am)              | Bansen Walsh, Humphreys, Deschacht , Mensah Govea, Sissako (46' Seck), Bjørdal Bruno, Larin (78' De Smet), Oberlin (46' Berahino)    | 24' Deschacht 39' Larin 90' Bjørdal |
| 25 september 2019 20:00 Regenboogstadion Waregem Ref.: Jordy Vermeire Toeschouwers:         | Govea 45' Bruno 59' Larin 71' Bruno 81' | 0 – 1 1 – 1 2 – 1 3 – 1 4 – 1 4 – 2 | 5' Verlinden 86' (pen.) Cobos | Bansen Walsh, Humphreys, Deschacht , Mensah Govea, Sissako (46' Seck), Bjørdal Bruno, Larin (78' De Smet), Oberlin (46' Berahino)    | 24' Deschacht 39' Larin 90' Bjørdal |
| Achtste finale                                                                              |                                         |                                     |                               | |                                     |
| 4 december 2019 20:00 Regenboogstadion Waregem Ref.: Nathan Verboomen Toeschouwers: 1.894   | Zulte Waregem                           | 3 – 0                               | STVV                          | Bansen Walsh, Pletinckx, Bürki, Mensah (69' De Smet) Seck , Marcq, Govea (66' Oberlin) Bruno, Larin, Bjørdal (54' Zarandia)          | 56' Marcq                           |
| 4 december 2019 20:00 Regenboogstadion Waregem Ref.: Nathan Verboomen Toeschouwers: 1.894   | Govea 14' Govea 57' Bruno 72'           | 1 – 0 2 – 0 3 – 0                   |                               | Bansen Walsh, Pletinckx, Bürki, Mensah (69' De Smet) Seck , Marcq, Govea (66' Oberlin) Bruno, Larin, Bjørdal (54' Zarandia)          | 56' Marcq                           |
| Kwartfinale                                                                                 |                                         |                                     |                               | |                                     |
| 17 december 2019 20:45 Regenboogstadion Waregem Ref.: Jan Boterberg Toeschouwers: 4.147     | Zulte Waregem                           | 2 – 0                               | Sporting Charleroi            | Bossut De fauw , Pletinckx, Bürki, Mensah Seck, Marcq, Govea Bruno (84' Baudry), Larin, Berahino                                     | 42' Larin 72' Bürki 82' Mensah      |
| 17 december 2019 20:45 Regenboogstadion Waregem Ref.: Jan Boterberg Toeschouwers: 4.147     | Berahino 48' Larin 90+3'                | 1 – 0 2 – 0                         |                               | Bossut De fauw , Pletinckx, Bürki, Mensah Seck, Marcq, Govea Bruno (84' Baudry), Larin, Berahino                                     | 42' Larin 72' Bürki 82' Mensah      |
| Halve finale                                                                                |                                         |                                     |                               | |                                     |
| 22 januari 2020 20:45 Jan Breydelstadion Brugge Ref.: Wesley Alen Toeschouwers: 20.000      | Club Brugge                             | 1 – 1                               | Zulte Waregem                 | Bossut De fauw , Pletinckx (38' Baudry), Deschacht, Walsh Bjørdal, Marcq, Seck (46' Oberlin) Sissako, Berahino (88' Zarandia), Bruno | 70' Walsh 89' Deschacht             |
| 22 januari 2020 20:45 Jan Breydelstadion Brugge Ref.: Wesley Alen Toeschouwers: 20.000      | Rits 54'                                | 1 – 0 1 – 1                         | 60' Berahino                  | Bossut De fauw , Pletinckx (38' Baudry), Deschacht, Walsh Bjørdal, Marcq, Seck (46' Oberlin) Sissako, Berahino (88' Zarandia), Bruno | 70' Walsh 89' Deschacht             |
| 5 februari 2020 20:45 Regenboogstadion Waregem Ref.: Alexandre Boucaut Toeschouwers: 10.087 | Zulte Waregem                           | 1 – 2 (2 – 3)                       | Club Brugge                   | Bossut De fauw , Walsh, Deschacht, Mensah Sissako, Marcq, Seck (90+1' Dompé) Bruno, Larin, Berahino (61' Oberlin)                    |                                     |
| 5 februari 2020 20:45 Regenboogstadion Waregem Ref.: Alexandre Boucaut Toeschouwers: 10.087 | Oberlin 78'                             | 0 – 1 1 – 1 1 – 2                   | 54' Mechele 87' De Ketelaere  | Bossut De fauw , Walsh, Deschacht, Mensah Sissako, Marcq, Seck (90+1' Dompé) Bruno, Larin, Berahino (61' Oberlin)                    |                                     |

### Vriendschappelijk
| Voorbereiding    |            |         |          |                         |                         |
| Wedstrijddetails | Thuisploeg | Uitslag | Uitploeg | Opstelling eerste helft | Opstelling tweede helft |